# 吴德镇

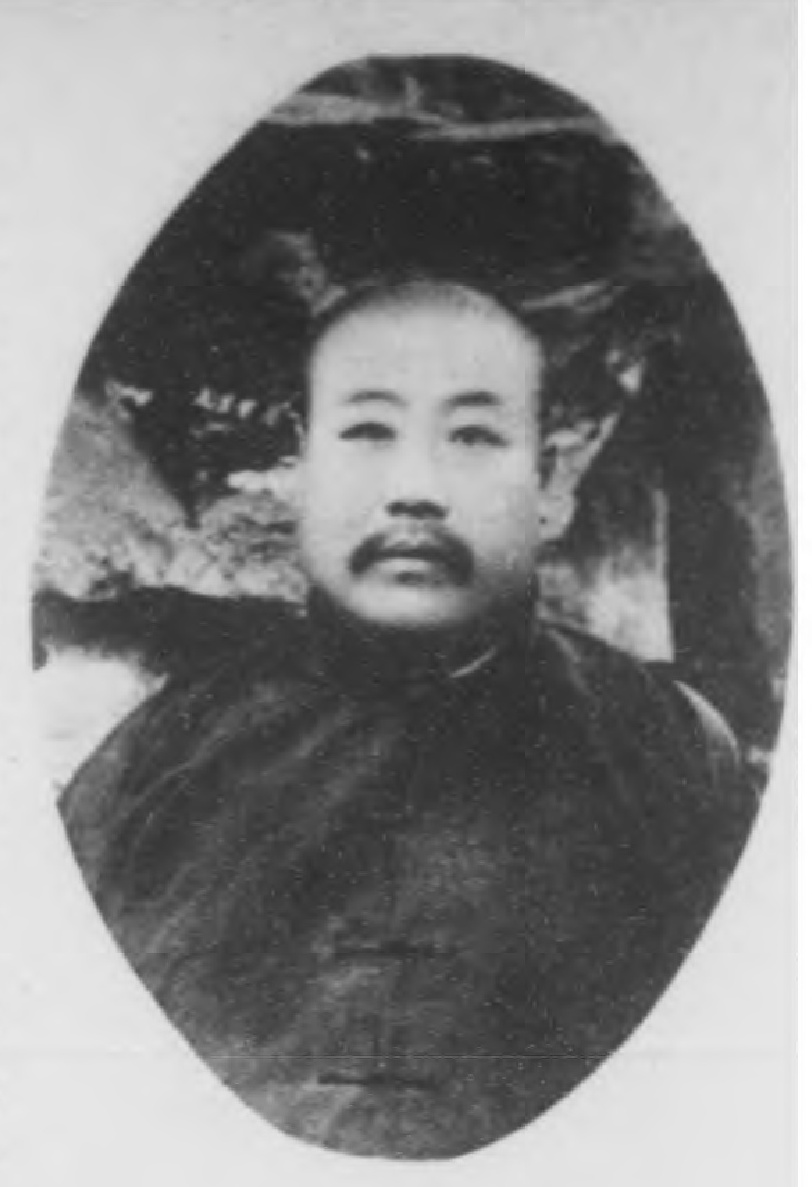

吴德镇（1873年-1930年），字晴帆，号寅升，河北高碑店市新城镇城内人。清朝光绪三十年甲辰科进士，曾任翰林院编修。后入直隶师范学堂及日本政法大学学习。历任国史馆协修，实录馆纂修，1909年直隶咨议局資政院议员。
他为人忠厚，重义轻财，能急人之难，量力助人。而家无余财，人称其廉。

## 生平
光绪三十年（1904年）甲辰恩科进士，殿试位列第二甲第四十六名。散馆授编修。清末，任資政院議員。曾參與《宣統政紀》纂修。
1913年5月任直隶行政公署内务司一等科员，不久升科长。1914年任吉林行政公署内务科主稿，9月，任山东政务厅佥事。1916年3月任察哈尔教育事务所所长。1918年8月任察哈尔教育厅厅长。1922年3月任直隶省全省自治籌備处会办，5月23日任任察哈尔政务厅长8月16日免，12月任河北省公署秘书。1924年任吏治视察所所长。
1930年去世，年57岁。